# Neptis gafuri
Neptis gafuri är en fjärilsart som beskrevs av Robert Christopher Tytler 1940. Neptis gafuri ingår i släktet Neptis och familjen praktfjärilar. Inga underarter finns listade i Catalogue of Life.